# Хирошима
Хирошима (јап. 広島市) град је у Јапану у префектури Хирошима у Чукоку регији на западном делу острва Хоншу. Према процени становништва из 2019. у граду је живело 1.199.391 људи. У свету је добро познат по Другом светском рату, јер је на овај град бачена 6. августа 1945 атомска бомба.

## Историја
Хирошима је основана 1589. на обали мора Сето, те је постала градско средиште током раздобља Меиџи. Град је смештен на пространом и низинском ушћу реке Ота, које има 7 канала који деле град на шест острва који избијају на Хирошимски залив. Град је готово раван, само мало изнад нивоа мора; брежуљци на северозападу и североистоку града уздижу се до 200 m.
Град је основао Мори Мотонари као своје седиште. Неких пола стољећа касније, након битке код Секигахаре, његов унук и вођа Западне војске Мори Терумото нашао се на губитничкој страни. Победник Токугава Ијејасу одузео је Терумотоу већину његових поседа, укључујући Хирошиму, и дао покрајину Аки другом даимјоу, свом присталици.
На крају је даимјо тог подручја постао Асано, а Хирошима је постала седиште хана током раздобља Едо. Након укидања хана град је постао седиште префектуре Хирошима.
За време Првог кинеско-јапанског рата, Хирошима је била главна база за набавку и логистику јапанске војске. Ту је улогу задржала до Другог светског рата.
Атомска бомба Мали дечак бачена је на Хирошиму 6. августа 1945. Бомбу је бацио амерички бомбардер Б-29 Енола Геј, који је посебно преуређен за бацање те бомбе. Атомска експлозија је порушила око 80% града, а процењује се да су експлозија и накнадно зрачење убили преко 220.000 људи. 
Након рата је Хирошима обновљена као „мировни град-споменик“, а зграда најближа експлозији обиљежена је као „Купола атомске бомбе“, дио Спомен-парка Хирошиме за мир. На дан 7. августа сваке године градоначелник држи говор под насловом „Декларација за мир“ у спомен на атомску катастрофу. Градска власт се стално залаже за укидање атомског оружја и за мир у свијету, те још од 1968. шаље протестно писмо сваки пут кад се неко атомско оружје детонира у свијету. Град је популарна локација за међународне конференције о миру и друштвеним питањима, а 1994. је био домаћин Азијских игара.

## Становништво
Према подацима са пописа, у граду је 2005. године живело 1.154.595 становника.
| 1995.     | 2000.     | 2005.     |
| --------- | --------- | --------- |
| 1.108.888 | 1.126.239 | 1.154.595 |

## Спорт
Хирошима има фудбалски клуб Санфрече Хирошима.

## Градови побратими
- Нагасаки
- Хонолулу (1959)
- Волгоград (1972)
- Хановер (1983)
- Чунгкинг (1986)
- Тегу (1997)
- Монтреал (1998)